# Premio de escritores del Sureste Asiático
El Premio de escritores del Sureste Asiático es un premio literario establecido en 1979. La ceremonia de entrega es en Bangkok con un miembro de la Dinastía Chakri a un escritor de un país miembro de la Asociación de Naciones del Sudeste Asiático.
La ceremonia de 2011 tuvo que ser pospuesta a causa de las Inundaciones de Tailandia de 2011. El ponente principal fue Edwin Thumboo.